# أيام الرعد
أيام الرعد (بالإنجليزية: Days of Thunder)‏ هو فيلم دراما تم إنتاجه في الولايات المتحدة وصدر في سنة 1990. الفيلم من إخراج توني سكوت من بطولة توم كروز وروبرت دوفال ونيكول كيدمان.

## الميزانية والإيرادات
بلغت تكلفة إنتاج الفيلم حوالي 60 مليون دولار بينما حقق أرباحا تقدر بـ 157,920,733 دولار.

## وصلات خارجية
- أيام الرعد على موقع IMDb (الإنجليزية)
- أيام الرعد على موقع ميتاكريتيك (الإنجليزية)
- أيام الرعد على موقع الموسوعة البريطانية (الإنجليزية)
- أيام الرعد على موقع روتن توميتوز (الإنجليزية)
- أيام الرعد على موقع نتفليكس (الإنجليزية)
- أيام الرعد على موقع قاعدة بيانات الأفلام العربية
- أيام الرعد على موقع ألو سيني (الفرنسية)
- أيام الرعد على موقع Turner Classic Movies (الإنجليزية)
- أيام الرعد على موقع أول موفي (الإنجليزية)
- أيام الرعد على موقع بوكس أوفيس موجو (الإنجليزية)